# AW II
AW II – drugi album zespołu Ataxia wydany w 2007 roku.

## Spis utworów
1. "Attention" – 11:46
2. "Union" – 4:37
3. "Hands" – 4:04
4. "The Soldier" – 10:04
5. "The Empty's Response" – 6:15